# Клевец, Антон Степанович
Антон Степанович Клевец — советский хозяйственный, государственный и политический деятель.

## Биография
Родился в 1899 году в Ганцевичах. Член ВКП(б) с 1920 года.
С 1913 года — на хозяйственной, общественной и политической работе. В 1913—1950 гг. — работник по найму у кулаков и помещиков, участник Гражданской войны, красногвардеец (64-й стрелковый полк 8-й стрелковой дивизии 16-й армии), крестьянин в родительском хозяйстве, батрак у помещиков и купцов-лесопромышленников в польской Западной Белоруссии, член Уполномоченной комиссии Народного Собрания Западной Белоруссии, председатель Ганцевичского сельского Совета, на хозяйственных должностях в эвакуации в Украинской ССР и Саратовской области, председатель Ганцевичского горисполкома.
Избирался депутатом Верховного Совета СССР 1-го созыва.